# Jean-Marie Cieleska

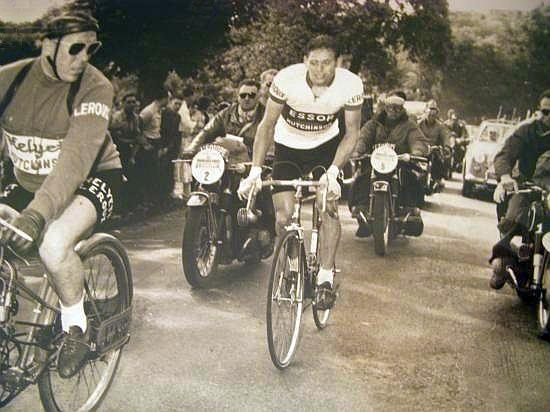
Jean-Marie Cieleska

Jean-Marie Cieleska (* 19. Februar 1928 in Pompey; † 15. Mai 1998 in Bourges) war ein französischer Radrennfahrer.

## Sportliche Laufbahn
Cieleska hatte polnische Eltern und war im Straßenradsport aktiv. Er startete als Unabhängiger. Sein bedeutendster Erfolg war der Sieg bei Bordeaux–Paris 1958 vor Pino Cerami. Cieleska hatte weitere Erfolge im Circuit du Cher und der Tour du Loiret 1953, in den Eintagesrennen Paris–Camembert und Paris–Bourges sowie in den Etappenrennen Tour du Loiret und Circuit du Morbihan 1954. 1956 gewann er Paris–Valenciennes und den Grand Prix d’Espéraza, 1957 zum dritten Mal die Tour du Loiret, 1959 den Grand Prix d’Espéraza und 1960 den Boucles du Bas-Limousin. Zweiter wurde Cieleska 1951 im Boucles de la Seine hinter Attilio Redolfi und 1954 hinter Robert Varnajo und im Circuit de l’Indre 1957. Dritte Plätze holte er bei Paris–Tours 1955, bei Bordeaux–Paris und Paris–Valenciennes 1956 sowie in der nationalen Meisterschaft der Unabhängigen 1961.
Die Tour de France fuhr er viermal. 1954 wurde er 46., 1955 47., 1951 und 1952 war er ausgeschieden.

## Familiäres
Sein Bruder Henri Cieleska war ebenfalls Radprofi.